# بروجاکی
بروجاکی (به لهستانی:  Brodziaki) یک روستا در لهستان است که در گمینا بیوگورای واقع شده‌است. بروجاکی ۱۰۱ نفر جمعیت دارد.